# Parc Major's Hill
 (août 2025).

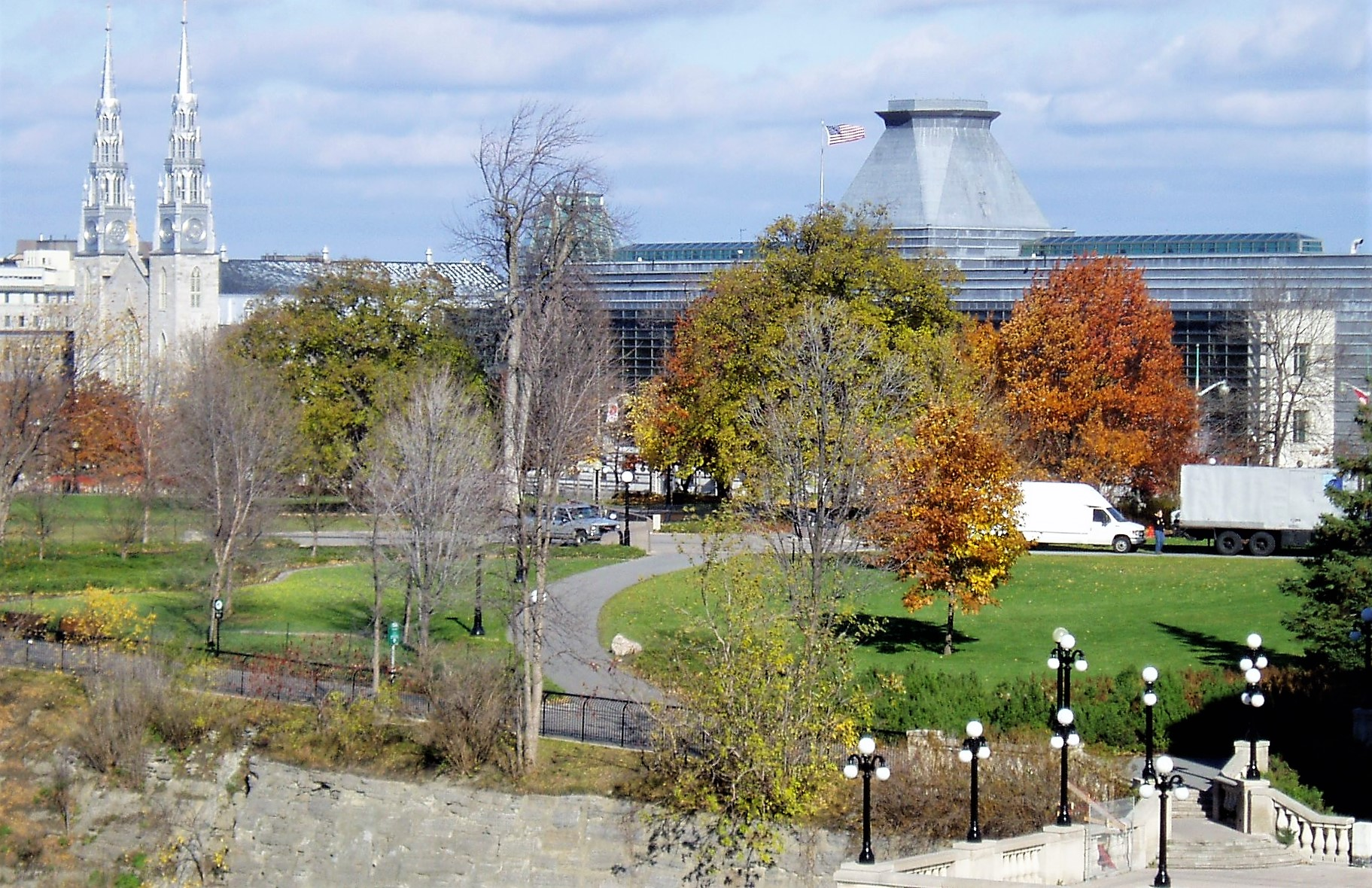
Le Parc Major's Hill avec la Cathédrale et l'Ambassade des États-Unis en arrière-plan

Le Parc Major's Hill est un parc du centre-ville d'Ottawa. Il se situe au-dessus du canal Rideau où celui-ci se joint à la rivière des Outaouais. À l'ouest, de l'autre côté du canal, se trouve le parlement du Canada. Au nord du parc se trouve le Musée des beaux-arts du Canada et à l'est l'Ambassade des États-Unis ainsi que le Marché By. Au sud, on peut apercevoir le Château Laurier qui a été construit sur une parcelle de terre ayant déjà fait partie du Parc Major's Hill.
La maison du Colonel By, qui était située sur Major's Hill (Fr : Colline du Major) à Bytown (fr: Village By), a été la résidence officielle de cet ingénieur qui supervisait les travaux de construction du canal Rideau. Pendant que le Lieutenant-Colonel By y habitait, cet endroit a été connu comme étant "la Colline du Colonel" et donc "the Colonel's Hill" en anglais. Ce nom est resté lorsque le Colonel Daniel Bolton (en) a remplacé John By en 1832, mais l'endroit avait pris le nom de "Colline du Major" au départ de Bolton en 1843, promu Major entretemps.
La maison a été détruite par les flammes en 1849. Les ruines ont alors été recouvertes et l'endroit est devenu un parc. L'emplacement exact de la maison a été un mystère pendant plus de 100 ans jusqu'en 1972 lorsque l'historienne Dr. Mary Burns a effectué des recherches archéologiques pour la Commission de la Capitale Nationale.

## Points de vue du parc

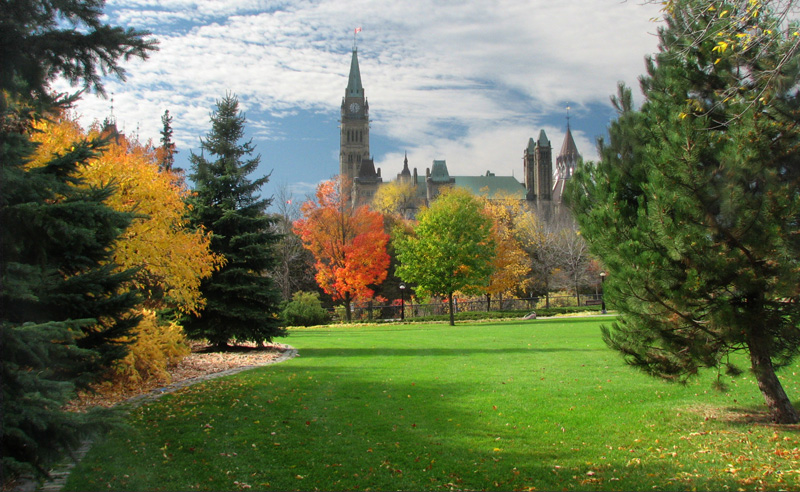
Parlement du Canada
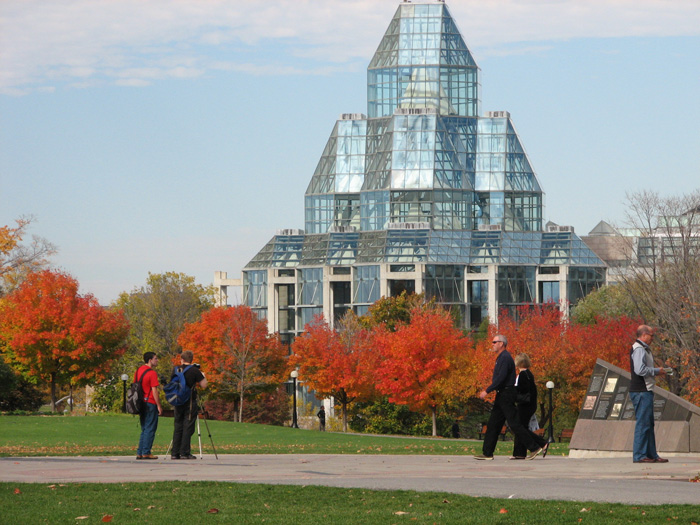
Musée des beaux-arts du Canada
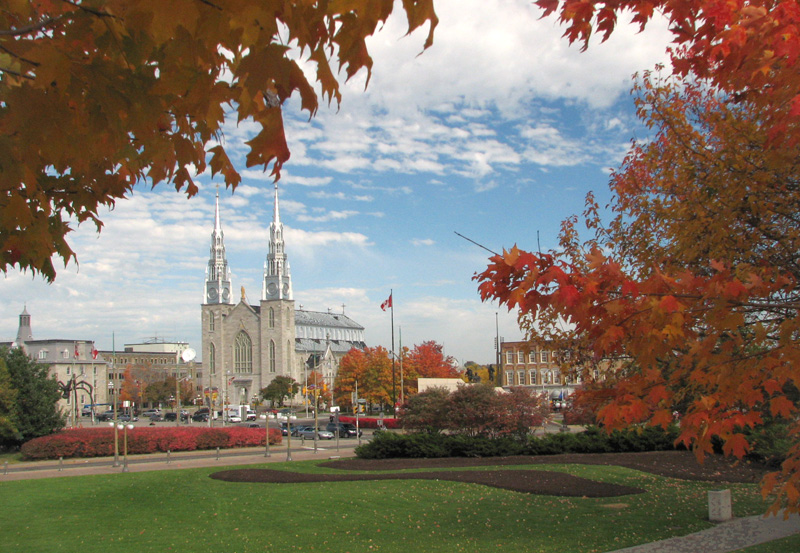
Basilique-cathédrale Notre-Dame d'Ottawa
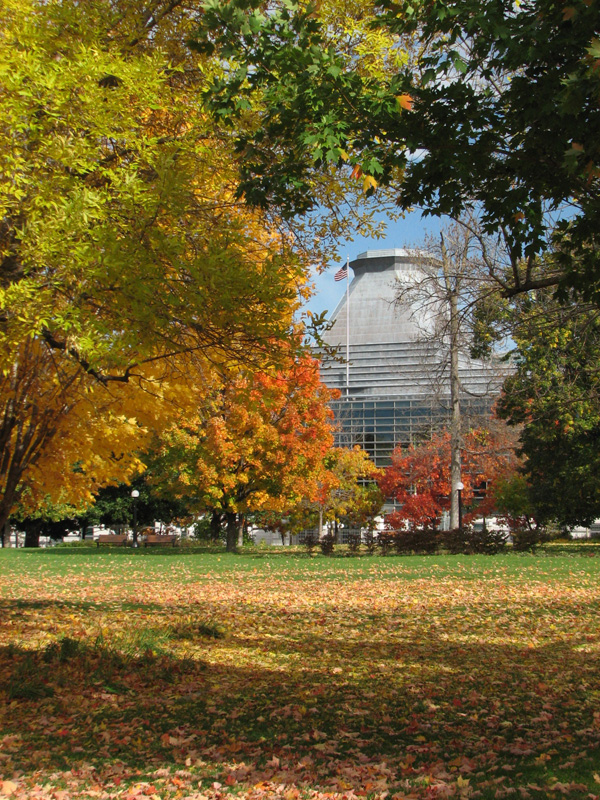
Ambassade des États-Unis à Ottawa
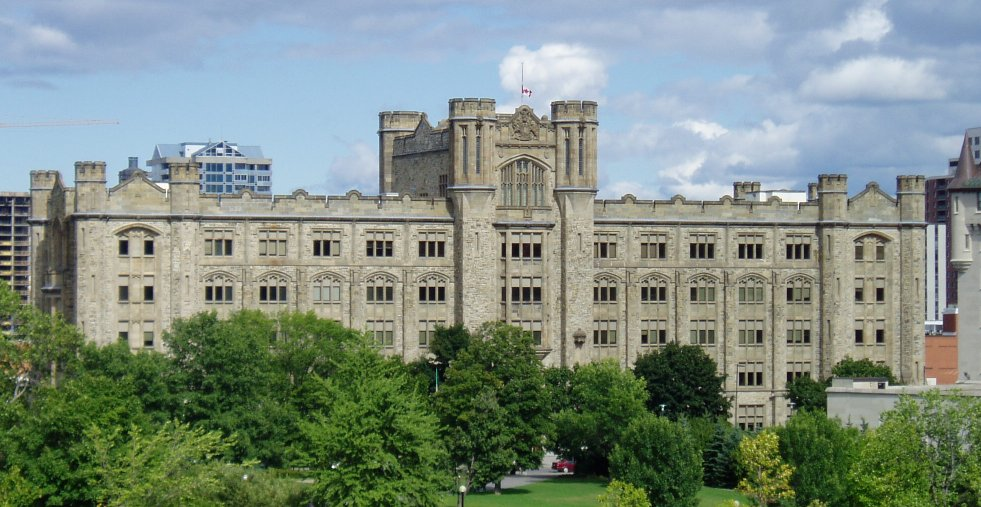
Édifice Connaught
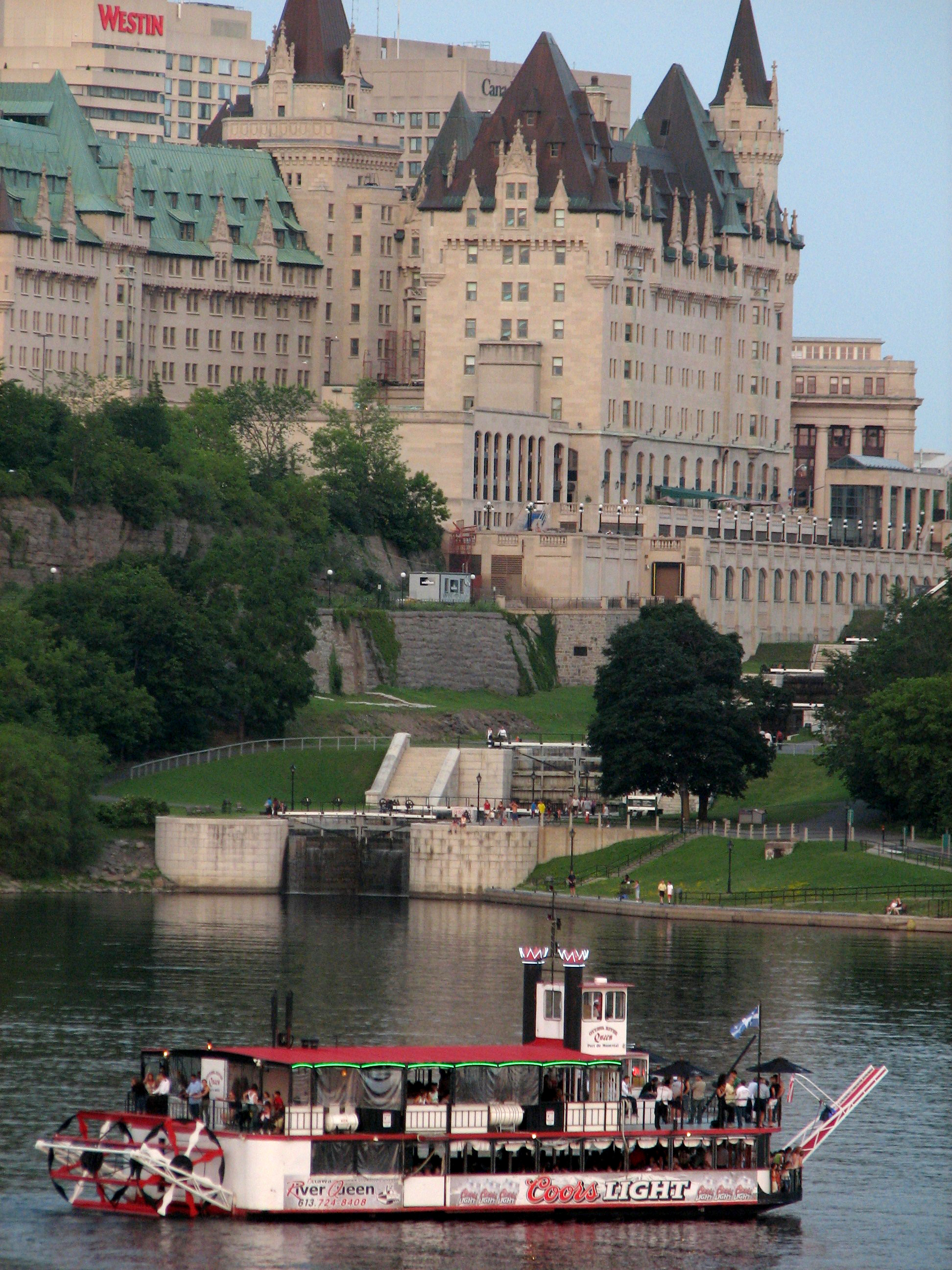
Château Laurier
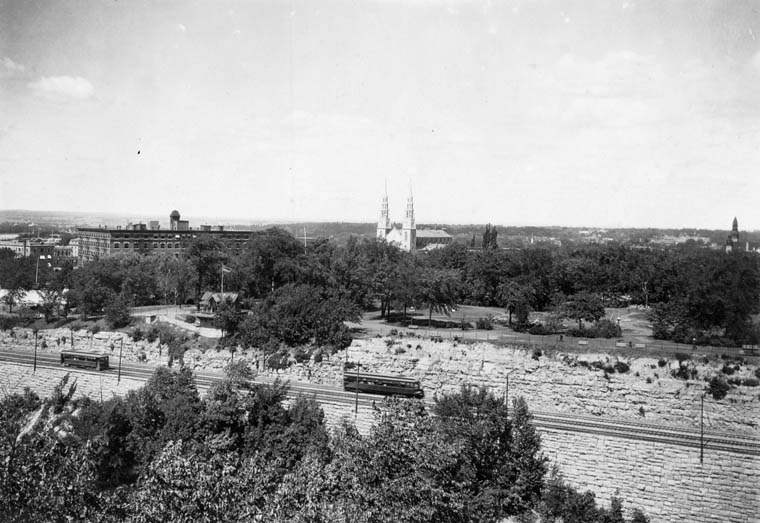
Le parc dans la décennie 1920